# یونهاپ
خبرگزاری یونهاپ بزرگترین خبرگزاری کره جنوبی است که دولتی و مستقر در سئول است. یونهاپ مقالات خبری، تصاویر و دیگر اطلاعات را برای روزنامه‌ها، شبکه‌های تلویزیونی و دیگر رسانه‌ها در کره جنوبی فراهم می‌کند.